# Криуленски район
Криуленски район е един от тридесет и двата района на Молдова. Площта му е 688 квадратни километра, а населението – 70 648 души (по преброяване от май 2014 г.). Намира се в часова зона UTC+2. Пощенският му код е 248, а МПС кодът CR.